# NGC 3319
NGC 3319 ist eine leuchtschwache Balken-Spiralgalaxie vom Hubble-Typ SBc im Sternbild Großer Bär am Nordsternhimmel. Sie ist schätzungsweise 33 Millionen Lichtjahre von der Milchstraße entfernt und hat einen Durchmesser von etwa 60.000 Lj.
Das Objekt wurde am 3. Februar 1788 von Wilhelm Herschel entdeckt.